# Phyllophaga brama
Phyllophaga brama är en skalbaggsart som beskrevs av Saylor 1943. Phyllophaga brama ingår i släktet Phyllophaga och familjen Melolonthidae. Inga underarter finns listade i Catalogue of Life.